# Friedlieb Ferdinand Runge
Friedlieb Ferdinand Runge, född 8 februari 1795 i Billwerder vid Hamburg, död 25 mars 1867 i Oranienburg, var en tysk kemist.
Han var först apotekare, sedan läkare och blev 1820 docent i Berlin. Runge vistades en längre tid i Paris, blev 1825 professor i kemi i Breslau och 1840 direktör för statsverken i Oranienburg. År 1819 uppmanade Goethe honom att undersöka kaffe, varvid han var den förste att upptäcka och beskriva koffein. Runge upptäckte 1834-36 tre ämnen i stenkolstjära, som sedermera fått en ofantligt stor teoretisk och praktisk betydelse, nämligen anilin, fenol och pyrrol. Han är den förste, som av anilin fått ut färgade derivat, och han utförde även grundläggande undersökningar över krapprotens färgämnen. Runge författade en mängd kemiska avhandlingar och skrifter.